# Солнечный (Кабардино-Балкария)
Солнечный — исчезнувший посёлок в Эльбрусском районе Кабардино-Балкарии. Располагался на территории муниципального образования сельское поселение Кёнделен. Упразднён в 1959 г.

## География
Располагался в верховье реки Тызыл в месте впадения в неё реки Барды-Ргарлыкол.

## История
Поселок возник в 1950 г. при Тызыльском эксплуатационно-разведочном свинцовом руднике Министерства цветной металлургии СССР. Изначально назывался Тызыл. 8 апреля 1954 г. в составе Эльбрусского района образован новый сельсовет Солнечный, а поселок Тызыл переименован в Солнечный. С 1 декабря 1956 г. рудник был поставлен на временную консервацию. Официально посёлок упразднён в 1959 г.